# Banco de Torrelavega
El Banco de Torrelavega fue una entidad financiera creada en Torrelavega (Cantabria, España) en 1920 y desaparecida en 1942 al ser absorbida por el Banco de Santander.

## Historia
El Banco de Torrelavega fue fundado el día 12 de mayo de 1920 por un grupo de comerciantes de dicha ciudad con el propósito de evitar las altas comisiones cargadas por el Banco Mercantil y otros para sus préstamos. El capital inicial, de dos millones de pesetas, fue aportado al 50% por accionistas de Torrelavega por una parte y por el Banco de Santander por la otra.
El consejo de administración estuvo presidido por José Arce López, mientras que el vicepresidente fue Ramón Miguel y Crisol. El banco tuvo dos sucursales en Torrelavega, primero en la plaza de Demetrio Herrero, y después en la calle de José María de Pereda, esquina a la avenida de Menéndez Pelayo (esta segunda sede, proyectada por Javier González de Riancho); además llegó a contar con una sucursal en el municipio de Cabezón de la Sal y otra en Molledo.
Esta entidad financiera fue posteriormente filial del Banco de Santander en los años 30 y absorbida por el mismo el 31 de marzo de 1942, cambiándose cada una de sus acciones por una del banco absorbente.